# WLAF 1996
Die World League of American Football war die vierte Spielzeit der Liga. Das World Bowl '96 genannte Finale im Murrayfield Stadium, Edinburgh, Schottland gewannen zum ersten und einzigen Mal die Scottish Claymores.

## Teilnehmer und Modus
Die sechs Mannschaften spielten jeder gegen jeden in Hin- und Rückspiel. Die Mannschaft, die nach den ersten fünf Spieltagen die Tabelle anführte, bekam das Recht, den World Bowl im eigenen Stadion auszurichten.
| Land                   | Team               | Spielort                                | Head Coach                           | 1995                     |
| ---------------------- | ------------------ | --------------------------------------- | ------------------------------------ | ------------------------ |
| Vereinigtes Konigreich | London Monarchs    | White Hart Lane (4) Stamford Bridge (1) | Bobby Hammond interim: Lionel Taylor | 4.                       |
| Spanien                | Barcelona Dragons  | Olympiastadion Barcelona                | Jack Bicknell                        | 3.                       |
| Deutschland            | Frankfurt Galaxy   | Waldstadion                             | Ernie Stautner                       | 2., Sieger World Bowl    |
| Niederlande            | Amsterdam Admirals | Olympiastadion Amsterdam                | Al Luginbill                         | 1., Verlierer World Bowl |
| Deutschland            | Rhein Fire         | Rheinstadion, Düsseldorf                | Galen Hall                           | 5.                       |
| Vereinigtes Konigreich | Scottish Claymores | Murrayfield Stadium, Edinburgh          | Jim Criner                           | 6.                       |

## Regular Season

### Übersicht
| ↓ Heim Auswärts →    | AMS   | BAR   | FRA   | LON   | RHE   | SCO   |
| -------------------- | ----- | ----- | ----- | ----- | ----- | ----- |
| Amsterdam Admirals   | •     | 48:14 | 20:28 | 28:09 | 17:07 | 31:27 |
| FC Barcelona Dragons | 34:27 | •     | 29:33 | 07:06 | 21:19 | 32:27 |
| Frankfurt Galaxy     | 40:28 | 24:21 | •     | 37:03 | 08:31 | 00:20 |
| London Monarchs      | 16:13 | 07:09 | 27:07 | •     | 17:14 | 21:24 |
| Rhein Fire           | 14:24 | 16:12 | 21:27 | 20:27 | •     | 15:14 |
| Scottish Claymores   | 21:14 | 23:13 | 20:17 | 33:28 | 24:19 | •     |

### Spiele
| Woche 1        | Woche 1           | Woche 1 | Woche 1            |
| Datum          | Heimteam          | Erg.    | Auswärtsteam       |
| -------------- | ----------------- | ------- | ------------------ |
| 13. April 1996 | Rhein Fire        | 21:27   | Frankfurt Galaxy   |
| 14. April 1996 | London Monarchs   | 21:24   | Scottish Claymores |
| 14. April 1996 | Barcelona Dragons | 34:27   | Amsterdam Admirals |

| Woche 2        | Woche 2            | Woche 2 | Woche 2           |
| Datum          | Heimteam           | Erg.    | Auswärtsteam      |
| -------------- | ------------------ | ------- | ----------------- |
| 20. April 1996 | Amsterdam Admirals | 17:07   | Rhein Fire        |
| 20. April 1996 | Frankfurt Galaxy   | 37:03   | London Monarchs   |
| 21. April 1996 | Scottish Claymores | 23:13   | Barcelona Dragons |

| Woche 3        | Woche 3            | Woche 3 | Woche 3            |
| Datum          | Heimteam           | Erg.    | Auswärtsteam       |
| -------------- | ------------------ | ------- | ------------------ |
| 27. April 1996 | Rhein Fire         | 20:27   | London Monarchs    |
| 28. April 1996 | Scottish Claymores | 21:14   | Amsterdam Admirals |
| 28. April 1996 | Barcelona Dragons  | 29:33   | Frankfurt Galaxy   |

| Woche 4     | Woche 4          | Woche 4 | Woche 4            |
| Datum       | Heimteam         | Erg.    | Auswärtsteam       |
| ----------- | ---------------- | ------- | ------------------ |
| 4. Mai 1996 | Rhein Fire       | 15:14   | Scottish Claymores |
| 5. Mai 1996 | Frankfurt Galaxy | 40:28   | Amsterdam Admirals |
| 6. Mai 1996 | London Monarchs  | 07:09   | Barcelona Dragons  |

| Woche 5      | Woche 5            | Woche 5 | Woche 5            |
| Datum        | Heimteam           | Erg.    | Auswärtsteam       |
| ------------ | ------------------ | ------- | ------------------ |
| 11. Mai 1996 | Amsterdam Admirals | 28:09   | London Monarchs    |
| 11. Mai 1996 | Frankfurt Galaxy   | 00:20   | Scottish Claymores |
| 12. Mai 1996 | Barcelona Dragons  | 21:19   | Rhein Fire         |

| Woche 6      | Woche 6            | Woche 6 | Woche 6           |
| Datum        | Heimteam           | Erg.    | Auswärtsteam      |
| ------------ | ------------------ | ------- | ----------------- |
| 18. Mai 1996 | Amsterdam Admirals | 48:14   | Barcelona Dragons |
| 19. Mai 1996 | Scottish Claymores | 24:19   | Rhein Fire        |
| 19. Mai 1996 | London Monarchs    | 27:07   | Frankfurt Galaxy  |

| Woche 7      | Woche 7            | Woche 7 | Woche 7            |
| Datum        | Heimteam           | Erg.    | Auswärtsteam       |
| ------------ | ------------------ | ------- | ------------------ |
| 25. Mai 1996 | Rhein Fire         | 16:12   | Barcelona Dragons  |
| 26. Mai 1996 | Scottish Claymores | 20:17   | Frankfurt Galaxy   |
| 27. Mai 1996 | London Monarchs    | 16:13   | Amsterdam Admirals |

| Woche 8      | Woche 8            | Woche 8 | Woche 8            |
| Datum        | Heimteam           | Erg.    | Auswärtsteam       |
| ------------ | ------------------ | ------- | ------------------ |
| 1. Juni 1996 | Frankfurt Galaxy   | 08:31   | Rhein Fire         |
| 1. Juni 1996 | Amsterdam Admirals | 31:27   | Scottish Claymores |
| 2. Juni 1996 | Barcelona Dragons  | 07:06   | London Monarchs    |

| Woche 9      | Woche 9            | Woche 9 | Woche 9            |
| Datum        | Heimteam           | Erg.    | Auswärtsteam       |
| ------------ | ------------------ | ------- | ------------------ |
| 8. Juni 1996 | Frankfurt Galaxy   | 24:21   | Barcelona Dragons  |
| 9. Juni 1996 | Scottish Claymores | 33:28   | London Monarchs    |
| 9. Juni 1996 | Rhein Fire         | 14:24   | Amsterdam Admirals |

| Woche 10      | Woche 10           | Woche 10 | Woche 10           |
| Datum         | Heimteam           | Erg.     | Auswärtsteam       |
| ------------- | ------------------ | -------- | ------------------ |
| 15. Juni 1996 | Amsterdam Admirals | 20:28    | Frankfurt Galaxy   |
| 16. Juni 1996 | London Monarchs    | 17:14    | Rhein Fire         |
| 16. Juni 1996 | Barcelona Dragons  | 32:27    | Scottish Claymores |

### Tabelle
|    |                    | S | N | U | SQ    | P+  | P–  | Heim | Ausw. |
| -- | ------------------ | - | - | - | ----- | --- | --- | ---- | ----- |
| 1. | Scottish Claymores | 7 | 3 | 0 | 0.700 | 233 | 190 | 5–0  | 2–3   |
| 2. | Frankfurt Galaxy   | 6 | 4 | 0 | 0.600 | 221 | 220 | 3–2  | 3–2   |
| 3. | Amsterdam Admirals | 5 | 5 | 0 | 0.500 | 250 | 210 | 4–1  | 1–4   |
| 4. | Barcelona Dragons  | 5 | 5 | 0 | 0.500 | 192 | 230 | 4–1  | 1–4   |
| 5. | London Monarchs    | 4 | 6 | 0 | 0.400 | 161 | 192 | 3–2  | 1–4   |
| 6. | Rhein Fire         | 3 | 7 | 0 | 0.300 | 176 | 191 | 2–3  | 1–4   |

Legende: Siege, Niederlagen, Unentschieden, SQ Siegquote, P+ erzielte Punkte, P− gegnerische Punkte, HeimHeimbilanz (Siege–Niederlagen), Ausw. Auswärtsbilanz (Siege–Niederlagen).

## World Bowl '96
Der World Bowl '96 – später auch als World Bowl IV bezeichnet – fand am Sonntag, 23. Juni 1996 im Murrayfield Stadium im schottischen Edinburgh statt. Die Scottish Claymores hatten sich als Tabellenerster nach fünf Spieltagen das Heimrecht erspielt. Sie trafen auf den Zweiten der regulären Saison, die Frankfurt Galaxy. Die Galaxy hatte im Vorjahr den World Bowl gewonnen, für die Claymores war es die erste World-Bowl-Teilnahme. Die Claymores hatten in der regular season alle fünf Heimspiele gewonnen.

### Spielablauf
|                       |                         |  | World Bowl '96     |                           |                  |  |                                                             |
|                       | Edinburgh 23. Juni 1996 |  | Scottish Claymores | \| \| 32 : 27 \| \| \| \| | Frankfurt Galaxy |  | Murrayfield Stadium Zuschauer: 38,982 Referee: Walt Coleman |
| (7:7, 12:7, 9:6, 4:7) | Edinburgh 23. Juni 1996 |  | Scottish Claymores |                           | Frankfurt Galaxy |  | Murrayfield Stadium Zuschauer: 38,982 Referee: Walt Coleman |
|                       | 32 : 27                 |  |                    |                           |                  |  |                                                             |
|                       |                         |  |                    |                           |                  |  |                                                             |

Das Spiel begann damit, das Claymore-Safety George Coghill beim Eröffnungskickoff den Ball aus den Armen von Galaxy-Returner Mario Bailey schlug. Running Back Markus Thomas eroberte den Ball und trug ihn 25 Yards zum ersten Touchdown für die Claymores. Der ehemalige schottische Rugby-Union-Spieler Gavin Hastings erzielte den Extrapunkt. Die Galaxy antworteten mit einem 11 Spielzüge langen 80-Yard-Lauf, der mit einem 16-Yard-Lauf von Jay Kearney für einen Touchdown endete. Im zweiten Viertel entwickelte Galaxy-Quarterback Steve Pelluer einen Drive über 6 Spielzüge und 30 Yards, der mit einem Zwei-Yard-Touchdown-Pass auf Mario Bailey endete. Claymore-Quarterback Jim Ballard führte gegen Ende der Halbzeit zwei erfolgreiche Spielzüge an. Der erste führte über zwei Spielzüge und 39 Yards zu einem Sechs-Yard-Touchdown-Pass auf den späteren MVP Yo Murphy. Der Extrapunkt schlug aber fehl. Ein weiterer Drive über drei Spielzüge und 15 Yards bereitete die Bühne für einen 16-Yard-Touchdown-Pass auf Murphy. Die anschließende Two-Point Conversion scheiterte, so dass die Claymores mit einer 19:14-Führung in die Halbzeit gingen.
Im dritten Viertel bauten die Claymores ihre Führung durch ein 46-Yard-Field-Goal von Paul McCallum aus. Die Galaxy antworteten mit einem 74-Yard-Lauf über vier Spielzüge, der mit einem 32-Yard-Pass auf Mario Bailey endete. Die anschließende Two-Point-Conversion misslang. Die Claymores antworteten mit einem 71-Yard-Touchdown-Pass von Ballard zu Murphy. Erneut misslang der Extrapunkt. Im vierten Viertel erzielten die Claymores vier Punkte durch ein 50-Yard-Field Goal von McCallum und erhöhten damit auf 32:20. Die Galaxy schaffte einen Drive über sieben Spielzüge und 63 Yards, der mit einem Fünf-Yard-Pass von Steve Pelluer auf Mike Bellamy endete. Nachdem die Galaxy den Ball zurückerobert hatte, blieb ihnen weniger als eine Minute, um einen Touchdown zu erzielen. Einige schnelle Pässe brachten Frankfurt in die gegnerische Hälfte. Schließlich brauchten die Frankfurter einen vierten Versuch. Dabei misslang der Snap an Quarterback Pelluer. Der dahinter stehende Ingo Seibert konnte den Ball aufnehmen und den ersten Versuch erzielen. Die Schiedsrichter jedoch warfen eine Flagge. Auf Grund der „fourth down rule“ galt der Spielzug als abgepfiffen, da ein anderer Spieler den Ball zurückerobert hatte. Damit erhielten die Clamores den Ball zurück und konnten die Uhr ablaufen lassen.
Als Most Valuable Player wurde Yo Murphy ausgezeichnet.